# セボフルラン
セボフルラン（Sevoflurane）は、甘い香りをもつ、不燃性の高度にフッ素化されたハロゲン化エーテルであり、吸入麻酔薬として全身麻酔の導入および維持に用いられる。デスフルランに次いで、揮発性麻酔薬の中では最も効果の発現と消失が速い。吸入麻酔薬としてのカラーコードは黄色で、製品や専用の気化器には黄色のラベルが貼られている。

## 適応
特に日帰り手術麻酔で、すべての年齢層のヒトの日常臨床および獣医学領域で最も一般的に使用されている揮発性麻酔薬の1つである。デスフルランとともに、セボフルランは現代の麻酔でイソフルランとハロタンに取って代わりつつある。亜酸化窒素と酸素の混合物で投与されることもある。
セボフルランは優れた安全性の特性を持っている、ハロタン肝毒性と同様のまれな肝毒性については結論が出ていない。粘膜への刺激が少ないため、マスク導入に適した薬剤である。
セボフルランはロス・テレルによって、そしてバーナード・M・リーガンによって独立して発見された。その開発と特性の詳細なレポートは、1975年に、リチャード・ウォリン、バーナード・リーガン、マーサ・ナポリ、イワン・スターンが執筆した論文に掲載された。日本では1990年に丸石製薬株式会社（大阪）により最初に臨床現場に導入された。世界中のセボフルランの権利はアッヴィが保有していた。現在、ジェネリック医薬品として入手可能である。
セボフルランは吸入麻酔薬であり、手術のために小児を眠らせるためによく使用される。薬から目覚める過程で、興奮やせん妄を引き起こすことが知られている。これを防ぐことができるかどうかは明らかではない。

## 有害な影響

### 小児への投与について
重大な健康上の懸念を調査する研究、麻酔薬誘発性神経毒性（セボフルラン、特に子供と乳児を含む）は「交絡因子に満ちており、多くは統計的に力不足である」ため、「さらなるデータが必要である」と反論を受けた。
麻酔の安全性に関する懸念は、子供と乳児に関して特に深刻であり、関連する動物モデルからのエビデンスは、セボフルランを含む一般的な臨床的に重要な薬剤が発達中の脳に対して神経毒性を持ち、したがって長期的に神経行動異常を引き起こす可能性があることを示唆していた。セボフルランが使用されている場所を含む、乳児および幼児における全身麻酔の神経発達への影響に関する「重要な[さらなる]情報」を提供することを期待して、2つの大規模臨床研究（PANDAおよびGAS）が進められた。その結果、ヒトにおいて、臨床的には麻酔薬の神経毒性を証明するものではないと結論づけられた。

### 妊婦、産婦、授乳婦等への投与について
妊娠中の投与に関する安全性は確立していないので、妊婦（3カ月以内）又は妊娠している可能性のある婦人には、治療上の有益性が危険性を上回ると判断される場合にのみ投与。子宮筋を弛緩させる可能性があるので、産科麻酔に用いる場合には、観察を十分に行い慎重に投与すること。

### コンパウンドA
麻酔回路の強アルカリ性二酸化炭素吸収剤との反応によって生じる物質、コンパウンドAに腎毒性があるとされてきたが、現在の二酸化炭素吸収剤は強アルカリを含まないものが普及しており、コンパウンドAはほとんど発生しない。よって、腎機能障害のリスクは低い。新鮮ガス流量を低流量にした場合、このリスクが高まるとしてアメリカ食品医薬品局は動物実験からのエビデンスに基づき、セボフルラン使用時の新鮮ガス流量を2l/min以下にしないことを添付文書表示に義務づけてきた。2023年10月、アメリカ麻酔科学会は、この勧告にはエビデンスが乏しく、揮発性麻酔薬による環境汚染や不必要なコストの方が問題であるとして、0.5L/minまでの低流量麻酔を許容する勧告を出した。

## 薬理学
全身麻酔薬の作用の正確なメカニズムは判明していない。セボフルランは、細胞電気生理学的研究において、GABAA受容体のポジティブアロステリックモジュレーターとして作用することが報告されている。しかし、それはまた、NMDA受容体拮抗薬として作用し、グリシン受容体電流を増強し、AChR、および5-HT3受容体電流を阻害する。

## 物理的特性
| 沸点：               | 58.6 °C              | （101.325 kPa） |  |
| 密度：               | 1.517 – 1.522g /cm³  | （20 °C）       |  |
| MAC ：               | 2.1 ％               |                 |  |
| 分子量：             | 200 u                |                 |  |
| 蒸気圧：             | 157 mmHg（20.9 kPa） | （20 °C）       |  |
|                      | 197 mmHg（26.3 kPa） | （25 °C）       |  |
|                      | 317 mmHg（42.3 kPa） | （36 °C）       |  |
| 血液：ガス分配係数： | 0.68                 |                 |  |
| 油：ガス分配係数：   | 47                   |                 |  |